# Hærens Officersskoles Kadetforening
Hærens Officersskoles Kadetforening (HOKA) er en forening for skolens kadetter, elever og lærere.
HOKA har til formål at fremme det sociale liv og knytte kadetter, elever og lærere sammen på Frederiksberg Slot.
HOKA står bl.a. for planlægningen af de årlige baller, der bliver afholdt på Hærens Officersskole, Frederiksberg Slot.